# 高校生のための近畿大学文芸大賞
高校生のための近畿大学文芸大賞（こうこうせいのためのきんきだいがくぶんげいたいしょう）は、近畿大学が主催する公募新人文学賞。

## 概要
- 近畿大学文芸学部の創立20周年を機会に創設された。応募対象は、高校生に限られている。
- 毎年300から400程度の応募があるがノンフィクションの応募が極端に少なく、第3回（現在）の時点で入選作は第1回の佳作2作品のみ。
- 主催：近畿大学
- 共催：毎日新聞社
- 後援：大阪府教育委員会、東大阪市教育委員会
- 協力：紀伊國屋書店、近畿日本ツーリスト

部門
- 短編小説
- ノンフィクション

応募数
- 第1回：304編
- 第2回：400編
- 第3回：387編
- 第4回：421編

## 受賞作

### 短編小説部門
| 回（年）        | 賞     | 受賞作                                                                                  | 受賞者     | 高校・学年                    |
| --------------- | ------ | --------------------------------------------------------------------------------------- | ---------- | ----------------------------- |
| 第1回（2008年） | 大賞   | 「落花」                                                                                | 荒牧有加   | 四天王寺高校・2年             |
| 第1回（2008年） | 優秀賞 | 「かなしくならないように」                                                              | 石田郁実   | 滝川第二高校・2年             |
| 第1回（2008年） | 佳作   | 「パルセイション・イン・ブルー」                                                        | 岩倉伸昂   | 清風高校・1年                 |
| 第1回（2008年） | 佳作   | 「私と冬の実の世界」                                                                    | 林田京子   | 大阪府立桜塚高校・1年         |
| 第2回（2009年） | 大賞   | 「黒い眼球」                                                                            | 山本浩貴   | 愛光高校・2年                 |
| 第2回（2009年） | 優秀賞 | 「望郷断片」                                                                            | 清水花純   | 茨城県立日立第一高校・3年     |
| 第2回（2009年） | 佳作   | 「こわれもの」                                                                          | 山本祥子   | 徳島県立徳島北高校・3年       |
| 第2回（2009年） | 佳作   | 「じいちゃんとぼく」                                                                    | 宮谷研輝   | 奈良県立桜井高校・3年         |
| 第3回（2010年） | 大賞   | 「梅雨とツナ缶、猫と共に。」                                                            | 藤井佳穂   | 鳥取県立倉吉東高校・3年       |
| 第3回（2010年） | 優秀賞 | 「雪花抄」                                                                              | 田丸智理   | 金蘭千里高校・2年             |
| 第3回（2010年） | 佳作   | 「雪肌」                                                                                | 平野文香   | 山口県立山口中央高校・1年     |
| 第3回（2010年） | 佳作   | 「一人ぼっちのセルフカフェ」                                                            | 大塚紗由里 | 大阪府立鳳高校・2年           |
| 第3回（2010年） | 佳作   | 「わたしだけの、彼だけの」                                                              | 佐藤香奈恵 | 札幌自由が丘学園三和高校・1年 |
| 第4回（2011年） | 大賞   | 「雪男、雪女」                                                                          | 岡崎佑哉   | 新潟県立六日町高等学校・1年   |
| 第4回（2011年） | 優秀賞 | 「きみが生まれなかった日に、おめでとう （あるいは、一匹の猫の死を理解するための作業）」 | 南敬大     | 京都美山高等学校・3年         |
| 第4回（2011年） | 佳作   | 「冷蔵庫の音がやけにうるさいのは、 きっと私が泣き疲れたせいだ」                         | 松田遼     | 名古屋市立中央高等学校・4年   |
| 第4回（2011年） | 佳作   | 「ひとさじの戯れ」                                                                      | 近藤美花   | 北海道北見柏陽高等学校・3年   |

### ノンフィクション部門
| 回（年）        | 賞     | 受賞作                     | 受賞者     | 高校・学年                    |
| --------------- | ------ | -------------------------- | ---------- | ----------------------------- |
| 第1回（2008年） | 大賞   | 該当作なし                 | 該当作なし | 該当作なし                    |
| 第1回（2008年） | 優秀賞 | 該当作なし                 | 該当作なし | 該当作なし                    |
| 第1回（2008年） | 佳作   | 「アイゴーアイゴー物語」   | 高健市     | 大阪府立桃谷高校・2年         |
| 第1回（2008年） | 佳作   | 「里子に会いに5000キロ」   | 佐藤紘二   | 山形県立庄内農業高校・3年     |
| 第2回（2009年） | 大賞   | 該当作なし                 | 該当作なし | 該当作なし                    |
| 第2回（2009年） | 優秀賞 | 該当作なし                 | 該当作なし | 該当作なし                    |
| 第2回（2009年） | 佳作   | 該当作なし                 | 該当作なし | 該当作なし                    |
| 第3回（2010年） | 大賞   | 該当作なし                 | 該当作なし | 該当作なし                    |
| 第3回（2010年） | 優秀賞 | 該当作なし                 | 該当作なし | 該当作なし                    |
| 第3回（2010年） | 佳作   | 該当作なし                 | 該当作なし | 該当作なし                    |
| 第4回（2011年） | 大賞   | 該当作なし                 | 該当作なし | 該当作なし                    |
| 第4回（2011年） | 優秀賞 | 「わたしが震災を語るのは」 | 木部楓     | 大阪府立三島高等学校・2年     |
| 第4回（2011年） | 佳作   | 「現代アート見聞録」       | 木村文     | 渋谷教育学園幕張高等学校・3年 |

## 選考委員
- 吉村萬壱（小説家）
- 相原洋（毎日新聞大阪本社学芸部長）
- 奥泉光（小説家、近畿大学教授）
- 八角聡仁（批評家、近畿大学教授）
- 小森健太朗（小説家、近畿大学講師）
- 佐藤秀明（近畿大学教授）